# Rodrigo Batista da Cruz
Rodrigo Batista da Cruz, mais conhecido como Rodriguinho (Santos, 2 de fevereiro de 1983), é um futebolista brasileiro que atua como atacante. Atualmente joga pelo Jabaquara.

## Carreira
Começou a jogar bola no time mirim do Santos, e pouco antes de se tornar profissional atuou em outro time da baixada santista, a Portuguesa Santista.
Se tornou profissional em 2005 jogando pela Briosa, onde disputou o Campeonato Paulista. No mesmo ano se transferiu para o Sport, onde jogou Campeonato Brasileiro Série B, e saiu do time em Julho de 2006 por que estava insatisfeito com a reserva.

### Santo André
Em 2009 chegou ao Santo André, como um desconhecido, e na reta final do Campeonato Brasileiro foi titular absoluto da equipe, mas não conseguiu evitar a queda do Ramalhão para a segunda divisão. Em 2010 brilhou na campanha do Santo André no Campeonato Paulista de 2010 que se classificou em 2° lugar na fase de classificação, e se tornou artilheiro com 15 gols com várias atuações decisivas, ajudando o time a chegar as finais do Campeonato, onde acabou sendo vice campeão.

### Fluminense
Devido as boas atuações pelo Ramalhão, acabou contratado pelo Fluminense logo após o término do Campeonato Paulista. Fez sua estréia no dia 15 de maio de 2010, em jogo válido pelo Campeonato Brasileiro, onde o Fluminense ganhou de 1-0 a equipe do Atlético Goianiense. Chegou com status de titular, mas devido a queda de produção foi para reserva.
Após marcar apenas um gol em mais de 10 jogos, no Fla-Flu da 4ª Rodada, ganhou nova chance com a contusão de Emerson e voltou a marcar gols após meses, destacando a partida contra o Flamengo no empate em 3x3, pela 22ª Rodada, na qual fez dois gols, sendo um deles um golaço. Após passe de Diogo, Rodriguinho deu uma arrancada, um drible seco no zagueiro do Flamengo David Braz e mandou para o gol sem chance para Marcelo Lomba, mostrando a sorte que tem nos clássicos contra o Flamengo.
Rodriguinho ainda fez outros gols importantes na campanha do Fluminense, como contra o Vitória e Grêmio Prudente, além de sofrer penaltis contra o rubro-negro baiano e no empate com o Goiás no Engenhão.
Rodriguinho terminou a competição com 26 jogos e 5 gols, fazendo parte do time do Fluminense Campeão Brasileiro de 2010.

### Atlético-PR
Em 24 de Julho de 2011, acerta sua transferência por empréstimo para o Atlético-PR. Lá, fez parte do elenco que acabou rebaixado no Brasileirão 2011.

### Portuguesa
No início de 2012, com o término de seu empréstimo ao Atlético-PR, foi novamente emprestado pelo Fluminense pois não estava nos planos do técnico Abel Braga para a temporada 2012. Acertou com a Portuguesa, então campeã brasileira da Série B, por um ano.

### Avaí
No início de 2013, com o término de seu empréstimo ao Portuguesa, acertou o empréstimo com o Avaí por um ano.. Mas como não teve muitas oportunidades ao longo do Campeonato Catarinense, acabou dispensado ao fim da competição.

### Jeju United
Após terminar seu contrato com o Fluminense em 23.05.2013, o atleta assinou contrato de um ano com o Jeju United da Coréia do Sul.

### Linense
Sem ser aproveitado no Jeju United, acertou com o Linense, para a temporada de 2014.

### Santo André
Acertou, em julho de 2014, com o Santo André, para disputar o Campeonato Paulista.

## Títulos
Sport
- Campeonato Pernambucano: 2006

Fluminense
- Campeonato Brasileiro: 2010

### Outras Conquistas
Portuguesa
- Troféu Sócrates: 2012[4]

## Vice-Artilharias
Santo André
- Campeonato Paulista: 2010 (15 gols)